# Cairn of Claise
Der Cairn of Claise ist ein als Munro eingestufter, 1064 Meter hoher Berg in Schottland. Sein gälischer Name Càrn na Claise kann in etwa mit Berg des grünen grasigen Platzes, Berg des Grabens oder Berg der Senke übersetzt werden. Er liegt in den Grampian Mountains gut zehn Kilometer südlich von Braemar nordöstlich des Cairnwell Pass auf der Grenze der Council Areas Angus und Aberdeenshire. 

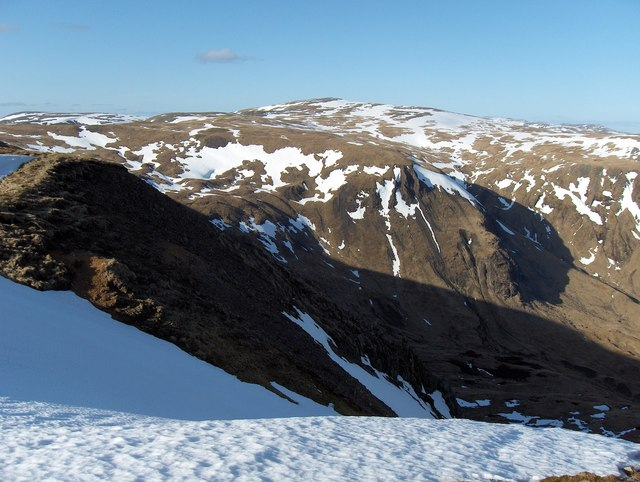
Blick vom Little Glas Maol über Caenlochan Glen nach Norden zum Cairn of Claise

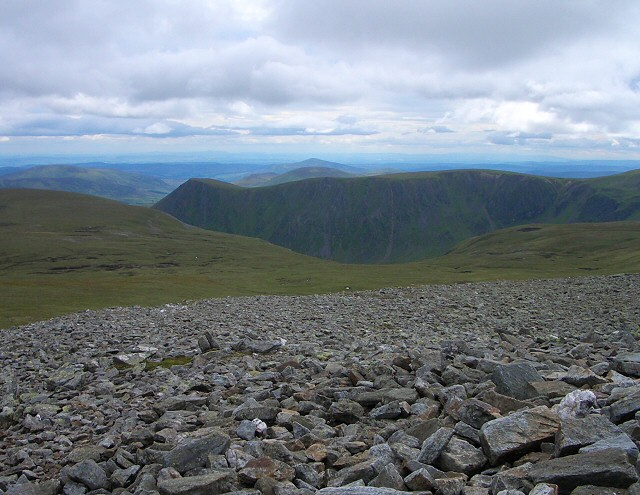
Blick vom Gipfelcairn des Cairn of Claise nach Süden

Östlich des Cairnwell Pass ist der Cairn of Claise der zweithöchste von vier benachbarten Munros. Der Gipfel ist wenig auffällig und besteht aus einem weitläufigen flachen und grasigen Plateau, dessen höchster Punkt durch einen Cairn inmitten eines größeren Steinfelds gekennzeichnet ist. Auffällig ist ein alter Steinwall, der von Südwest nach Nordost das Plateau über den höchsten Punkt quert und in etwa dem Verlauf der Grenze zwischen Angus und Aberdeenshire entspricht. Nach Westen umschließt der Cairn of Claise zusammen mit dem Nordgrat des benachbarten Glas Maol das von steilen, felsdurchsetzten Hängen dominierte Garbh choire, südlich davon ist der Berg über einen breiten hochgelegenen Grat mit dem Glas Maol verbunden. Südlich des Gipfelplateaus liegt tief eingeschnitten mit steilen felsdurchsetzten, als Creag Caorach bezeichneten Wänden das Caenlochan Glen mit dem aus mehreren, am Rand des Plateaus entspringenden Quellbächen gespeisten Caenlochan Burn, einem der Quellflüsse des Isla, auch auf dieser Seite endet das breite Gipfelplateau abrupt. Südöstlich schließen sich die markanten Felswände Learmour Craig und The Dacies an. Zwischen beiden überwindet der auf dem Gipfelplateau des Cairn of Claise entspringende Canness Burn, ein weiterer Quellfluss des Isla, die Kante des Plateaus mit mehreren Wasserfällen. Nach Norden und Osten geht das Gipfelplateau mit hochgelegenen breiten Senken in die benachbarten Munros Càrn an Tuirc im Norden und Tolmount im Osten über, die beide lediglich Schartenhöhen unter 80 Metern aufweisen. Zwischen den beiden Gipfeln fällt das Plateau mit steilen Felswänden in den Loch Kander und zum gleichnamigen See ab.
Als Munro ist der Cairn of Claise aufgrund seiner wenig markanten Form nicht bedeutend. Viele Munro-Bagger besteigen ihn daher lediglich im Rahmen einer Tagestour auf mehrere der Munros östlich des Cairnwell Pass, die über hochgelegene Übergänge erreicht werden können. Ausgangspunkt ist meist das Glenshee Ski Centre am Cairnwell Pass. Alternativ ist eine Besteigung auch aus dem nördlich gelegenen Glen Callater möglich. Dies erfordert zwar einen längeren Anmarsch, für den die Nutzung eines Mountain-Bike empfohlen wird, vermeidet aber die von vielen Bergsteigern als wenig attraktiv empfundenen Anlagen des Skigebiets am Cairnwell Pass. Ausgangspunkt ist die kleine Ansiedlung Auchallater südlich von Braemar an der A93.